# Magnus Larsson
Per Henrik Magnus Larsson (* 25. März 1970 in Olofström) ist ein ehemaliger schwedischer Tennisspieler.

## Karriere
Er war von 1989 bis 2003 Tennisprofi und gewann in seiner Karriere sieben Einzeltitel und 1994 mit einem Finalsieg gegen Pete Sampras den Grand Slam Cup in München. Seine höchste Weltranglistenposition erreichte er im Jahr 1995 mit Platz zehn. Sein bestes Abschneiden bei Grand-Slam-Turnieren war der Halbfinaleinzug bei den French Open 1994. Gegen Alberto Berasategui blieb er dann aber ohne Satzgewinn. Im Doppel gewann er in seiner Karriere sechs Titel und erreichte mit Rang 26 im Januar 1995 seine beste Platzierung. Bei den French Open 1995 erreichte er mit Nicklas Kulti das Finale, das die beiden gegen Jacco Eltingh und Paul Haarhuis in drei Sätzen verloren. 1992 nahm er an den Olympischen Spielen in Barcelona teil, bei denen er im Achtelfinale gegen Emilio Sánchez Vicario ausschied.
Mit der schwedischen Mannschaft gewann er 1994, 1997 und 1998 den Davis Cup. Im Finale 1994 gewann Schweden gegen Russland mit 4:1, Larsson gewann dabei seine Partien gegen Jewgeni Kafelnikow und Alexander Wolkow. 1997 absolvierte er beim 5:0-Erfolg gegen die Vereinigten Staaten ebenfalls zwei Einzelpartien. Zunächst profitierte er von der verletzungsbedingten Aufgabe von Pete Sampras, ehe er in der letzten Partie Michael Chang besiegte. 1998 blieb er, nach Partien in der ersten Runde gegen die Slowakei und im Viertelfinale gegen Deutschland, im Finale ohne Einsatz.

## Erfolge
| Legende (Anzahl der Siege)            |
| Grand Slam                            |
| Grand Slam Cup Tennis Masters Cup (1) |
| ATP Masters Series (1)                |
| ATP International Series Gold (1)     |
| ATP International Series (10)         |
| ATP Challenger Series                 |

| Titel nach Belag |
| Hartplatz (4)    |
| Sand (5)         |
| Rasen (0)        |
| Teppich (4)      |

### Einzel

#### Turniersiege

##### ATP Tour
| Nr. | Datum            | Turnier    | Belag         | Finalgegner   | Ergebnis             |
| --- | ---------------- | ---------- | ------------- | ------------- | -------------------- |
| 1.  | 11. Juni 1990    | Florenz    | Sand          | Lawson Duncan | 6:7, 7:5, 6:0        |
| 2.  | 2. März 1992     | Kopenhagen | Teppich       | Anders Järryd | 6:4, 7:65            |
| 3.  | 27. April 1992   | München    | Sand          | Petr Korda    | 6:4, 4:6, 6:1        |
| 4.  | 7. März 1994     | Saragossa  | Teppich       | Lars Rehmann  | 6:4, 6:4             |
| 5.  | 3. Oktober 1994  | Toulouse   | Hartplatz (i) | Jared Palmer  | 6:1, 6:3             |
| 6.  | 5. Dezember 1994 | München    | Teppich       | Pete Sampras  | 7:66, 4:6, 7:65, 6:4 |
| 7.  | 14. Februar 2000 | Memphis    | Hartplatz (i) | Byron Black   | 6:2, 1:6, 6:3        |

#### Turniersiege

##### Challenger Tour
| Nr. | Datum             | Turnier       | Belag   | Finalgegner      | Ergebnis      |
| --- | ----------------- | ------------- | ------- | ---------------- | ------------- |
| 1.  | 4. September 1989 | Genua         | Sand    | Bruce Derlin     | 6:1, 6:3      |
| 2.  | 7. Mai 1990       | Ljubljana (1) | Sand    | Diego Nargiso    | 7:5, 6:7, 7:6 |
| 3.  | 4. Mai 1992       | Ljubljana (2) | Sand    | Mikael Tillström | 6:4, 6:4      |
| 4.  | 24. Januar 2000   | Heilbronn     | Teppich | Stéphane Huet    | 6:3, 7:61     |

#### Finalteilnahmen
| Nr. | Datum            | Turnier    | Belag       | Doppelpartner       | Finalgegner   | Ergebnis |
| --- | ---------------- | ---------- | ----------- | ------------------- | ------------- | -------- |
| 1.  | 9. Juli 1990     | Båstad     | Sand        | Richard Fromberg    | 2:6, 6:7      |          |
| 2.  | 13. Juni 1994    | Halle (1)  | Rasen       | Michael Stich       | 4:6, 6:4, 3:6 |          |
| 3.  | 13. Juni 1994    | Antwerpen  | Teppich (i) | Pete Sampras        | 6:75, 4:6     |          |
| 4.  | 2. Januar 1995   | Doha       | Hartplatz   | Stefan Edberg       | 6:74, 1:6     |          |
| 5.  | 10. April 1995   | Barcelona  | Sand        | Thomas Muster       | 2:6, 1:6, 4:6 |          |
| 6.  | 14. Oktober 1996 | Toulouse   | Hartplatz   | Mark Philippoussis  | 1:6, 7:5, 4:6 |          |
| 7.  | 8. Juni 1998     | Halle (2)  | Rasen       | Jewgeni Kafelnikow  | 4:6, 4:6      |          |
| 8.  | 28. Februar 2000 | Kopenhagen | Hartplatz   | Andreas Vinciguerra | 3:6, 6:75     |          |

### Doppel

#### Turniersiege

##### ATP Tour
| Nr. | Datum            | Turnier     | Belag         | Partner           | Finalgegner                      | Ergebnis      |
| --- | ---------------- | ----------- | ------------- | ----------------- | -------------------------------- | ------------- |
| 1.  | 10. Juni 1991    | Florenz     | Sand          | Ola Jonsson       | Juan Carlos Báguena Carlos Costa | 3:6, 6:1, 6:1 |
| 2.  | 2. März 1992     | Kopenhagen  | Teppich       | Nicklas Kulti     | Hendrik Jan Davids Libor Pimek   | 6:3, 6:4      |
| 3.  | 11. April 1994   | Monte Carlo | Sand          | Nicklas Kulti     | Jewgeni Kafelnikow Daniel Vacek  | 3:6, 7:6, 6:4 |
| 4.  | 2. Januar 1995   | Doha        | Hartplatz     | Stefan Edberg     | Andrei Olchowski Jan Siemerink   | 7:6, 6:2      |
| 5.  | 10. Februar 1997 | Marseille   | Hartplatz (i) | Thomas Enqvist    | Olivier Delaître Fabrice Santoro | 6:3, 6:4      |
| 6.  | 6. Juli 1998     | Båstad      | Sand          | Magnus Gustafsson | Lan Bale Piet Norval             | 6:4, 6:2      |

##### Challenger Tour
| Nr. | Datum              | Turnier     | Belag   | Partner            | Finalgegner                          | Ergebnis         |
| --- | ------------------ | ----------- | ------- | ------------------ | ------------------------------------ | ---------------- |
| 1.  | 18. September 1989 | Messina     | Sand    | Joakim Nyström     | Massimo Cierro Alessandro De Minicis | 6:1, 6:1         |
| 2.  | 20. November 1989  | Kopenhagen  | Teppich | Nicklas Kulti      | Alex Antonitsch Ronnie Båthman       | 6:3, 6:2         |
| 3.  | 4. Mai 1992        | Ljubljana   | Sand    | Mikael Tillström   | Cristian Brandi Federico Mordegan    | 7:5, 6:2         |
| 4.  | 11. April 1994     | Monte Carlo | Sand    | Henrik Holm        | Cristian Brandi Federico Mordegan    | 7:6, 6:2         |
| 5.  | 27. Januar 2003    | Hamburg     | Teppich | Aleksandar Kitinov | Todd Perry Jim Thomas                | 4:6, 7:67, 7:610 |

#### Finalteilnahmen
| Nr. | Datum         | Turnier     | Belag | Partner           | Finalgegner                    | Ergebnis      |
| --- | ------------- | ----------- | ----- | ----------------- | ------------------------------ | ------------- |
| 1.  | 11. Juni 1995 | French Open | Sand  | Nicklas Kulti     | Jacco Eltingh Paul Haarhuis    | 7:6, 4:6, 1:6 |
| 2.  | 7. Juli 1997  | Båstad      | Sand  | Magnus Gustafsson | Nicklas Kulti Mikael Tillström | 0:6, 3:6      |